# Fighter (Christina Aguilera)
Fighter è un singolo della cantante pop statunitense Christina Aguilera, estratto dal suo secondo album in studio, Stripped, il 10 giugno 2003 dall'etichetta discografica RCA. Scritto da Christina Aguilera e Scott Storch e prodotta da quest'ultimo, il brano parla della forza che si può ottenere da una storia andata male, e di quanto le brutte esperienze possano migliorare e far crescere una persona.
Da questa canzone, i fan della cantante si definiscono "fighters".

## Composizione
Fighter è un brano rock e R&B, scritto da Christina Aguilera e dal compositore Scott Storch, e prodotto da quest'ultimo; alla chitarra c'è l'ex musicista dei Red Hot Chili Peppers, Dave Navarro. La musica della canzone è stata influenzata dalla musica dei Guns N' Roses.

## Accoglienza
Il brano ha ricevuto sostanzialmente recensioni positive. Entertainment Weekly ha definito Fighter uno dei punti forti dell'album, insieme a Beautiful, aggiungendo che è una traccia molto più audace di quanto ci si possa aspettare, in cui ad Aguilera «piace ostentare la propria potenza polmonare». La rivista Slant Magazine ha definito Fighter come un respiro per l'intero album, mentre, il New York Times, l'ha etichettata come una canzone piena di retorica ribelle. Il critico di Rolling Stone Jancee Dunn ha criticato negativamente il brano, ritenendolo «una sterile incursione nel rock».

## Video musicale
Il video musicale prodotto per Fighter è stato diretto da Floria Sigismondi e girato nel marzo 2003. Il montaggio è stato affidato a James Rosen. In un'intervista ad MTV, Sigismondi ha parlato della metamorfosi sulla quale è incentrato il video: «La canzone parla di una sorta di trasformazione, così l'ho ripresa sotto una visuale naturalistica, si tratta fondamentalmente di arrivare da un posto avvelenato ad uno di empowerment, un posto di forza.» Il video è ispirato al ciclo vitale delle farfalle notturne. Il rapporto con questo elemento è individuabile fin dall'inizio, quando si alternano immagini di Aguilera chiusa in una teca di vetro (a simboleggiare il bruco nel bozzolo), e di una farfalla che cerca di volare. La parte posteriore del kimono indossato dalla cantante presenta un'aggiunta di stoffa che si gonfia fino a sembrare una bolla, questo è in relazione allo stato larvale della pupa. Finita la prima strofa, l'Aguilera esce dal "guscio" rompendo la teca e comincia a muovere i primi passi da pupa. Nel finale attua due trasformazioni: si libera del kimono nero e appare vestita da un lungo abito bianco (nascita della farfalla); adotta poi un look più aggressivo e caratterizzato da ornamenti orientali nella parte finale del brano, simboleggiando l'ormai forte farfalla adulta.

## Tracce
CD singolo promozionale
1. Fighter – 4:03

CD singolo maxi
1. Fighter – 4:09
2. Fighter (Freelance Hellraiser "Thug Pop" Extended Edit) – 5:11
3. Beautiful (Valentin Club Mix) – 5:51
4. Fighter (Video) – 4:05

CD singolo - Versione inglese e irlandese
1. Fighter (Video) – 4:15
2. Fighter – 4:13
3. Beautiful (Valentin Club Mix) – 6:00

CD singolo remix e vinile
1. Fighter (Freelance Hellraiser Full Club Remix)
2. Fighter (Freelance Hellraiser Radio Edit)
3. Fighter (Freelance Hellraiser Full Dub)

CD singolo - Versione europea (BMG Records 82876524292)
1. Fighter (Original Version) – 4:09
2. Fighter (Freelance Hellraiser Thug Pop Mix) – 5:13
3. Beautiful (Valentin Mix) – 5:49

## Classifiche
| Classifica(2003)  | Posizione più alta |
| ----------------- | ------------------ |
| Australia         | 5                  |
| Austria           | 12                 |
| Belgio (Fiandre)  | 11                 |
| Belgio (Vallonia) | 27                 |
| Canada            | 3                  |
| Danimarca         | 15                 |
| Germania          | 13                 |
| Italia            | 15                 |
| Norvegia          | 12                 |
| Nuova Zelanda     | 14                 |
| Paesi Bassi       | 8                  |
| Spagna            | 15                 |
| Svizzera          | 11                 |
| Svezia            | 12                 |
| Stati Uniti       | 20                 |
| Regno Unito       | 3                  |

### Classifiche di fine anno
| Classifica(2003) | Posizione più alta |
| ---------------- | ------------------ |
| Australia        | 74                 |
| Regno Unito      | 99                 |
| Stati Uniti      | 79                 |
| Svizzera         | 77                 |

## Cover
- Nel 2012 il cast della serie televisiva Glee ha realizzato una cover del brano interpretato da Darren Criss.